# Katharina Bernburg
Katharina Bernburg (auch Katarina Bernburg, Catharina Berenburg, Katharina Albericht aus „Rorschen“, Ehefrau von Jacob Bernburg, * um 1550 in Rohrsheim; † 6. Juni 1597 in Wernigerode) war ein Opfer der Hexenverfolgungen in Wernigerode zur Zeit der Regierung von Graf Wolf Ernst zu Stolberg. Sie wurde auch „Forstersche“ oder „Albrechts“ genannt, vielleicht war sie zweimal Witwe geworden.

## Hintergrund
Für das Territorium Sachsen-Anhalts lassen sich mehr als 150 Hexenprozesse ermitteln. Die Zahl der Opfer dürfte jedoch höher sein. Etwa 55 Menschen wurden in Wernigerode in Hexenprozessen von 1521 bis 1665 zum Tod auf dem Scheiterhaufen verurteilt.
Die beschuldigten Personen wurden – je nach Zuständigkeit – zunächst in „Güte“ im Gebäude des Stadtvogteigerichts oder im Amtshaus (heute Gaststätte „Altes Amtshaus“) befragt. Das Stadtvogteigericht war für die Stadt und das Amtsgericht für das übrige Gebiet der Grafschaft zuständig. Es folgte das peinliche Verhör: Gefoltert wurde vom Scharfrichter des Grafen zu Stolberg im Gebäude der Alten Kanzlei auf dem Schloss Wernigerode.
Den Angeklagten wurde unter anderem vorgeworfen, sie hätten am Brocken und anderen Orten am Hexensabbat, dem Tanz mit dem Teufel, teilgenommen. Teilnahme am Hexensabbat und Hexenflug waren neben dem Teufelspakt, der Teufelsbuhlschaft und der Verwandlung in Tiere (z. B. Werwolf) sowie dem Schadenzauber zentrale Anklagepunkte in den frühneuzeitlichen Hexenprozessen.
1583 gab es mehrere Angeklagte in einem Kettenprozess. Unter der Folter legte Anna Suprang am 22. April 1583 ein Geständnis ab und wurde am 17. Juli 1583 mit drei anderen Frauen auf dem Scheiterhaufen exekutiert, was einen Höhepunkt in der Geschichte der Hexenprozesse in Wernigerode darstellte.

## Prozessverlauf
Auch 1597 wurden viele Angeklagte hingerichtet. Bekannt sind die Namen von 16 Frauen: Angnette, Drewes Hintzes Frau, Zillie, Drewes Blumen Witwe, die Richtersche, Hans Bruns Frau sowie zwölf weitere der Hexerei Beschuldigte, darunter Ilse Arnecken von Darlingerode, Katharina Bernburg und fünf Auswärtige.
Peregrinus Hühnerkopf [Hünerkopf], Amtmann auf der Burg Westerburg, war ein berüchtigter Hexenjäger. 30 Frauen schickte er wegen angeblicher Hexerei auf den Scheiterhaufen. Um ihr Leben zu retten, floh Katharina Bernburg aus dem Bereich der Westerburg. Im 25 Kilometer entfernten Wernigerode wurde sie bald verhaftet und vor Gericht gestellt.
Amtmann Peregrinus Hühnerkopf, dessen Frau krank war, sah die Ursache für ihre Gesundheitsbeschwerden in schwarzer Magie durch Hexen. Er wandte sich in einem Schreiben am 27. Mai 1597 an den Bürgermeister der Stadt Wernigerode wegen Katharina Bernburg und bat dringend um Amtshilfe: „Mir wurde berichtet, dass Ihr die von hier entflohene Katharina Bernburg inhaftiert und unter der Folter verhört habt. Ohne Zweifel hat sie durch Eure Amtshandlung gestanden, was sie hier angerichtet hat. Ich möchte besonders gern folgendes wissen: Vor kurzem haben drei Weiber [unter der Folter] bekannt, dass sie meiner lieben Hausfrau eine Krankheit angehext haben. Meine Frau ist seit letztem Jahr sehr krank und hat große Leibschmerzen. Bitte sendet mir das Geständnis der Katharina Bernburg zu, dass ich weiß, ob sie bekannt hat, dass sie auch daran schuld ist. Ich werde mich bei Gelegenheit in gleichen und anderen Dingen wieder revanchieren.“
In der Folterkammer auf Schloss Wernigerode beteuerte Katharina Bernburg ihre Unschuld: „In Güte kein Bekenntnis abgelegt“, das heißt, dass sie ihre Unschuld beteuerte. Doch es half ihr nichts. Auf der Folterbank brach sie am 26. Mai 1597 zusammen und gestand schließlich alles, was der Hexenrichter wissen wollte. Vorwürfe und Anklagen, die aus heutiger Sicht unverständlich klingen, brachten ihr den Tod auf dem Scheiterhaufen:
- 1. Wie sie dazu gekommen sei, sich mit dem Teufel einzulassen? – Sie habe vor 6 Jahren von der Kindmutter in Rohrsheim ein Brot geborgt. Da habe die Kindermutter zu ihr gesagt: Wenn sie so arm sei und große Not litte, dann wolle sie ihr einen Teufelsbuhlen [Teufel als Geliebten] zuweisen – von dem werde sie genug bekommen.
- 2. Ihr Teufelsbuhle heiße Fedderbusch. Er sei kohlschwarz gewesen mit aufgeritztem Kuhfuß, sei durch ein Loch in ihrem Haus zu ihr gekommen und habe ihr jedes Mal einen Groschen gegeben.
- 3. Sechs Mal sei er bei ihr gewesen und habe mit ihr Unzucht getrieben.
- 4. Er habe es nicht gemacht wie ein anderer Kerl, sein „gschafft“ (d. h. sein Penis) sei kalt, blau und klein gewesen.
- 5. Ihr Buhle habe ihr Geld zugesagt, er wollte sie wohl ernähren.
- 6. Sie habe sich zum Hexentanz an der Wegkreuzung zu Rohrsheim mit anderen Frauen getroffen.
- 7. Ein schwarzer Mann sei ihr Spielmann gewesen, sie sei hinter dem Tanz mit ihrem Teufelsbuhlen ausgegangen.
- 8. Dieser Tanz sei zu dem Zweck ausgerichtet worden, dass jeder Teufel sehen wollte, welcher die schönste Braut habe.
- 9. Sie sei immer auf einem Ziegenbock ganz schnell dorthin geflogen.
- 10. Ihr Buhle habe ihr berichtet, dass der Wein, den sie beim Hexentanz getrunken hätten, aus dem Keller von Schloss Westerburg gekommen sei.
- 11. Die Frau des Hans Braun habe der Frau des Amtmanns zu Westerburg die „guten Kinder“ [verhexte krankmachende Geister] zugefügt, so dass ihr nun nicht mehr zu helfen sei. Denn es sei ein Paar [gute Kinder] bei ihr gestorben.
- 12. Als sie das erste Mal mit ihrem Buhlen zu schaffen gehabt habe, habe sie nach vier Wochen zwei Paar „gute Kinder“ von ihm gehabt. [4 Wochen – Menstruation?]
- 13. Diese zwei Paar „guten Kinder“ habe sie ihrem Patenkind [Kind von Henning Gebhardts] angehext mit diesem Segensspruch: „Fahrt hin in das Kind, machet es zunichte, dass es von dieser Welt wegkommt.“ Und sie habe das Kind so lange gequält, dass es gestorben sei – das wollte ihr Teufelsbuhle so.
- 14. Ihr Buhle habe zu ihr gesagt: Weil sie alt und schäbig sei, wolle er mit ihr nicht mehr Unzucht treiben. Erst nach ihrem Tod wolle er mit ihrer Seele zu tun haben. Sie aber habe es ihm nicht zugesagt und nicht tun wollen.
- 15. Heute morgen sei der Teufel bei ihr im Gefängnis gewesen, ihr gesagt, sie sollte sein Eigen sein, so wolle er ihr helfen davonzukommen. Er habe ihr auch alles vorhergesagt, was mit ihr vorgenommen werden sollte.
- 16. Wenn sie mit ihrem Buhlen getanzt habe, habe er sie bei der Hand geführt und nach gehaltenem Tanz sei sie um Mitternacht wieder auf einem Ziegenbock bis vors Tor gefahren.
- 17. Dass sie ihr Gevatterschen Kind [durch die „guten Kinder“] so unschuldigerweise umgebracht habe, bekümmere sie noch heftig.

Die Hexenprozessakte schließt mit den Worten: „Katharina Bernburg ist mit dem Feuer gerechtfertigt worden am 6. Juni 1597“, also auf dem Scheiterhaufen verbrannt worden.
Nach ihrer Hinrichtung zeigte sich Graf Wolf Ernst zu Stolberg vom übersandten Geständnis dieser Weiber unzufrieden. Die Katharina Bernburg, habe ein Bekenntnis abgelegt und sei wegen ihrer Untaten und Teufelskünste zum Tode verurteilt worden. Er befahl am 8. August 1597 dem Amtsschreiber Matthias Queck in Wernigerode, die Verhöre der Teufelshuren mit Nachdruck voranzutreiben: „Du musst aus den anderen Angeklagten herauspressen, ob sie nicht noch mehr Teufelshuren kennen. Sie sollen dem Foltermeister vorgestellt und ihnen alles mit großem Ernst vorgehalten werden. Wenn sie weiterhin leugnen, sollen sie ‚mit Schärfe angegriffen werden‘. Berichte uns, was diese Teufelshuren gestehen!“

## Gedenken

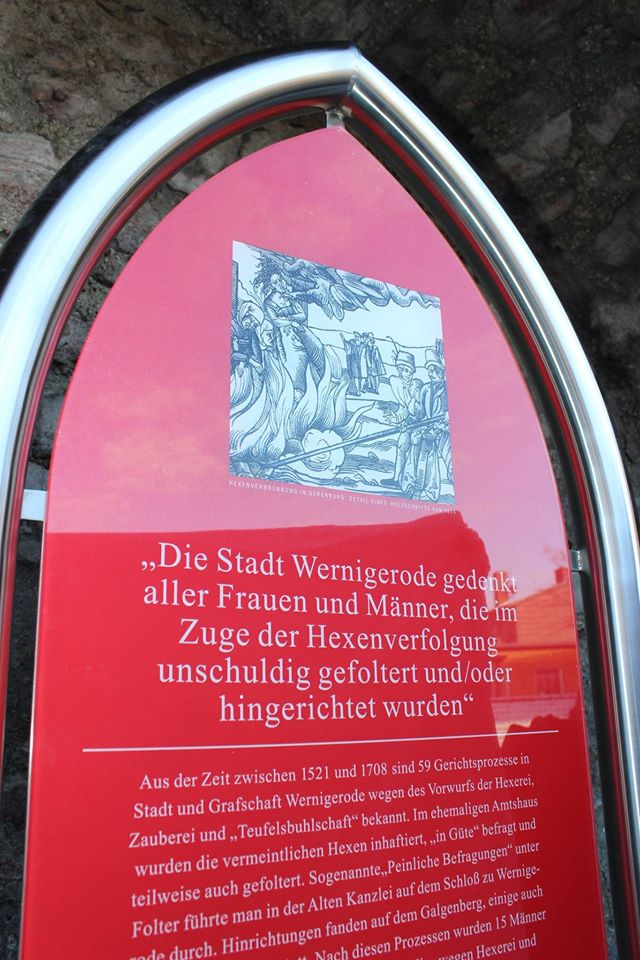
Wernigerode Gedenktafel für die Opfer der Hexenprozesse 2017

Andreas Vogt stellte am 6. April 2011 einen Antrag an den Rat der Stadt Wernigerode, die Opfer der Hexenprozesse aus moralischen und sozialethischen Gründen zu rehabilitieren. Eine Entscheidung des Kulturausschusses und des Stadtrates ist bisher nicht erfolgt. Am 21. Januar 2017 wurde eine Gedenktafel für die Opfer der Hexenprozesse am alten Amtshaus in die historische Stadtmauer eingelassen.